# 22538 Лукасмюллер
22538 Лукасмюллер (22538 Lucasmoller) — астероїд головного поясу, відкритий 20 березня 1998 року.
Тіссеранів параметр щодо Юпітера — 3,639.